# Neményi Pál
Neményi Pál (Nemenyi Paul Felix,Fiume, 1895. június 6. – Washington, 1952. március 1.) magyar matematikus, fizikus, mérnök. Kutatási területe többek közt a kvantummechanikát, hidrosztatikát, statisztikus mechanikát foglalta magába. Egyes feltételezések szerint Bobby Fischer biológiai apja volt. Neményi Ambrus unokaöccse, Neményi Péter apja.

## Élete
Gazdag magyar zsidó családban született. Nagyapja, Neményi Zsigmond volt, apja Neményi Dezső, aki a fiumei olajfinomítóban volt igazgató. Pál szülővárosában tanult, majd Budapesten tett érettségi vizsgát. 17 évesen megnyerte a magyar országos matematikaversenyt. 1926. október 1-jén Berlinben feleségül vette dr. Heller Aranka Erzsébetet. Az egyik tanú Polányi Mihály volt.
Matematikai doktorátust 1922-ben tett, Berlinben, majd ugyanitt előadásokat tartott a folyadékdinamika tárgyában. Németországban Neményi az Internationaler Sozialistischer Kampfbund (ISK) tagja volt. Az 1930-as évek elején matematikai mechanikával kapcsolatos jegyzetkönyvet állított össze, melyet aztán kötelező jelleggel használtak a német egyetemeken. Hitler hatalomra jutását követően állásából elbocsátották, és a zsidótörvények miatt Magyarországra sem szívesen tért vissza, így először Koppenhágában telepedett meg, majd a második világháború kitörésekor az Egyesült Államokba utazott. 
Ismét tanári állást vállalt, és részt vett az iowai állami egyetem kutatásaiban is. 1941-ben instruktori állást kapott a coloradói egyetemen, majd 1944-ben Washingtonban. 1952-ben hunyt el, Washingtonban. Magyarországon 1928-ban az Athenaeum gondozásában jelent meg Vasbetonszerkezetek c. munkája.

## Fordítás
- Ez a szócikk részben vagy egészben  a   Paul Nemenyi című angol Wikipédia-szócikk ezen változatának fordításán alapul.  Az eredeti cikk szerkesztőit annak laptörténete sorolja fel. Ez a jelzés csupán a megfogalmazás eredetét és a szerzői jogokat jelzi, nem szolgál a cikkben szereplő információk forrásmegjelöléseként.